# Urkanton

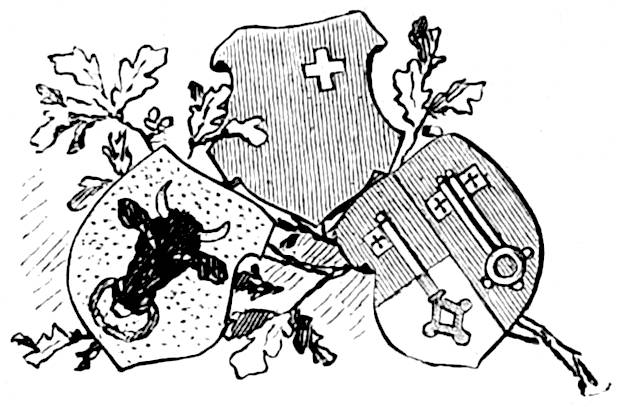
Die Wappen der drei Urkantone

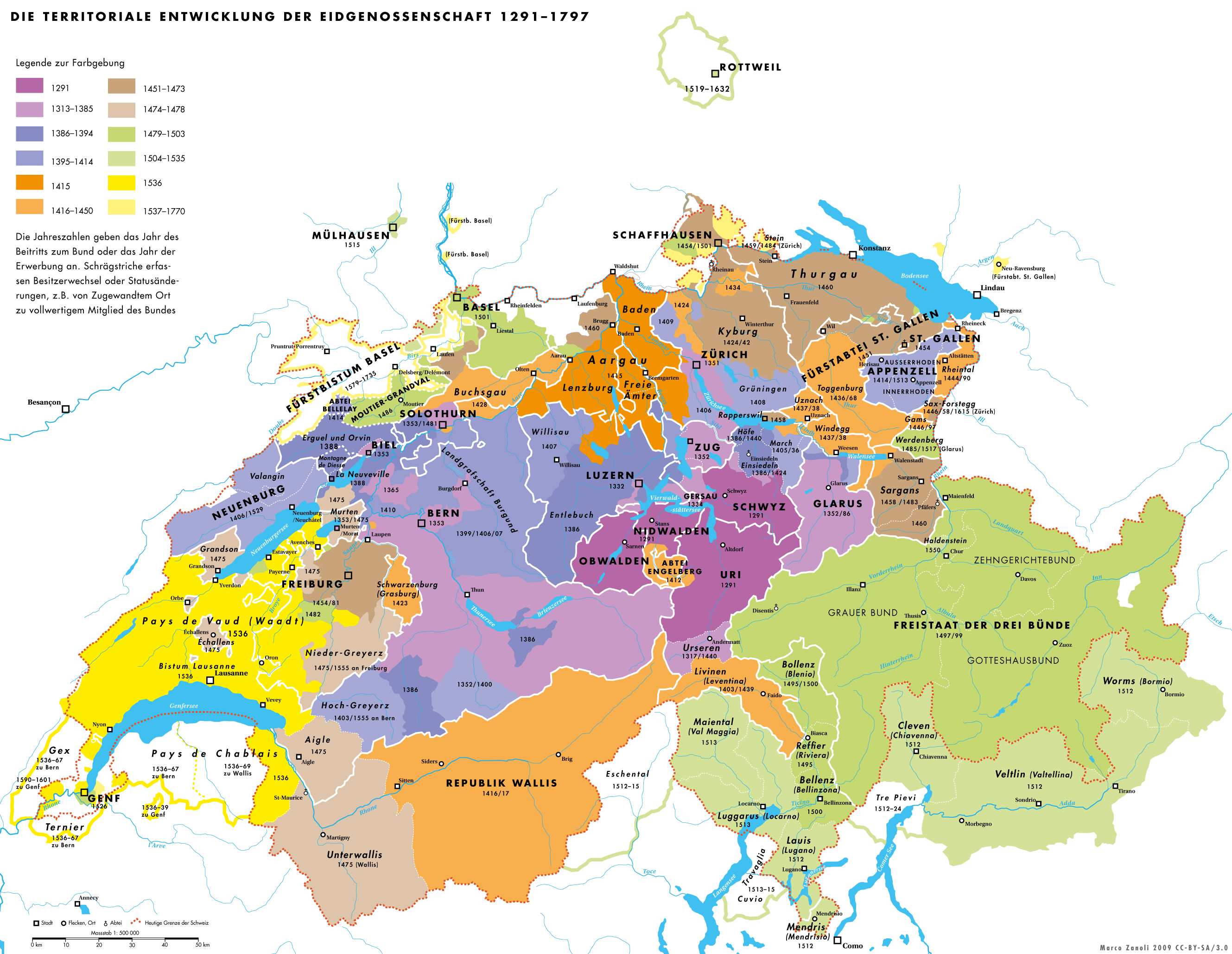
Die territoriale Entwicklung der Eidgenossenschaft 1291–1797

Urkanton und Urschweiz sind im 19. Jahrhundert aufgekommene Bezeichnungen, welche den älteren Begriff der Waldstätte verdrängten. Als Urkantone oder unter Urschweiz versteht man die Kantone Uri, Schwyz und Unterwalden, wobei der Name auf der Vorstellung beruht, dass das Bündnis der Alten Eidgenossenschaft beziehungsweise die Schweiz von diesen drei Kantonen «gegründet» worden sei.
Als Datum ihres Zusammenschlusses gilt das Unterzeichnungsdatum des ältesten erhaltenen Bundesbriefes zu Beginn des Monates August im Jahre 1291. Es bestand jedoch zwischen den «Urkantonen» ein schon zuvor allmählich aufgebautes Geflecht von Bündnissen und gegenseitigen Hilfeleistungen, ohne dass ein einzelnes Ereignis besonders hervorsticht. Zudem wird die Annahme, die Schweizerische Eidgenossenschaft habe sich aus diesem Bündnis aufbauend entwickelt, von der aktuellen Geschichtswissenschaft als ein Konstrukt der nationalen Geschichtsschreibung des 19. Jahrhunderts und der Geistigen Landesverteidigung ab den 1930er-Jahren betrachtet.